# Robert Golob
Robert Golob (ur. 23 stycznia 1967 w m. Šempeter pri Gorici) – słoweński inżynier, menedżer, nauczyciel akademicki i polityk, w latach 1999–2002 sekretarz stanu, były prezes zarządu koncernu energetycznego GEN-I, od 2022 premier Słowenii.

## Życiorys
W 1989 został absolwentem elektrotechniki na Uniwersytecie Lublańskim. Uzyskiwał następnie magisterium (1992) i doktorat (1994). Został nauczycielem akademickim na macierzystej uczelni. Zajął się zagadnieniami dotyczącymi systemu elektroenergetycznego. Był stypendystą Programu Fulbrighta, pracował w Georgia Institute of Technology w Atlancie. Od 1998 kierował zespołem negocjacyjnym do spraw energetyki w rozmowach akcesyjnych z Unią Europejską. W latach 1999–2002 pełnił funkcję sekretarza stanu odpowiedzialnego za energetykę. Od 2002 był dyrektorem kompanii Istrabenz Gorenje. W 2006 objął funkcję prezesa zarządu koncernu energetycznego GEN-I. W 2021 nie został powołany na kolejną pięcioletnią kadencję.
Był wiceprzewodniczącym Pozytywnej Słowenii oraz Sojuszu Alenki Bratušek. Zasiadał w radzie gminy miejskiej Nova Gorica. W styczniu 2022 powrócił do działalności politycznej, został wówczas wybrany na przewodniczącego ugrupowania Ruch Wolności, które (poza nazwą Stranka zelenih dejanj) w 2021 założył Jure Leben.
Jego ugrupowanie zwyciężyło w wyborach parlamentarnych w kwietniu 2022, uzyskując 41 na 90 mandatów w Zgromadzeniu Państwowym; jeden z nich przypadł Robertowi Golobowi. W maju tegoż roku jego partia zawiązała koalicję z Socjaldemokratami i Lewicą. 25 maja 2022 Zgromadzenie Państwowe głosami posłów stronnictw koalicyjnych i mniejszości narodowych wybrało Roberta Goloba na urząd premiera, co zapoczątkowało formalną procedurę stworzenia rządu. 1 czerwca izba ta zatwierdziła skład jego rządu, który następnie rozpoczął urzędowanie.